# Liste der Ständigen Vertreter Brasiliens bei den Vereinten Nationen in Genf
Die Vertretung der brasilianischen Regierung beim Büro der Vereinten Nationen in Genf und der Welthandelsorganisation befindet sich in Genf.
| Ernannt       | Name                          | Bemerkungen | Mensagem Senado Federal | im Senat des Nationalkongress (Brasilien) vorgestellt am | ernannt von               | Posten verlassen |
| ------------- | ----------------------------- | --- | ----------------------- | -------------------------------------------------------- | ------------------------- | ---------------- |
| 1985          | Luiz Felipe Lampreia          | |                         |                                                          | José Sarney               |                  |
| 27. Juni 1991 | Celso Amorim                  | [ 1 ] | MSF 161 de 1991         |                                                          | Fernando Collor de Mello  |                  |
| 20. Aug. 1993 | Luiz Felipe Palmeira Lampreia | [ 2 ] | MSF 214 de 1993         | 1. Juli 1993                                             | Itamar Franco             |                  |
| 29. März 1995 | Celso Lafer                   | [ 3 ] | MSF 58 de 1995          | 29. März 1995                                            | Fernando Henrique Cardoso |                  |
| 24. Mai 1999  | Celso Amorim                  | | MSF 71 de 1999          | 7. Apr. 1999                                             | Fernando Henrique Cardoso |                  |
| 18. Okt. 2001 | Luiz Felipe de Seixas Corrêa  | [ 4 ] | MSF 199 de 2001         | 9. Okt. 2001                                             | Fernando Henrique Cardoso |                  |
| 26. Sep. 2005 | Clodoaldo Hugueney Filho      | [ 5 ] |                         |                                                          | Luiz Inácio Lula da Silva |                  |
| 16. Juli 2008 | Maria Nazareth Farani Azevedo | (* 15. August 1957 in Alegre Espírito Santo) Tochter von Maria Luiza Jorge Farani und José Farani                                                                                             | MSF 84 de 2008          | 18. Juni 2008                                            | Luiz Inácio Lula da Silva |                  |
| 16. Juli 2008 | Roberto Carvalho de Azevêdo   | Vertreter der brasilianischen Regierung bei der Welthandelsorganisation, (* 3. Oktober 1957 in Salvador da Bahia) Sohn von Normisa de Souza Carvalho de Azevédo und Renato Muylert de Azevêdo | MSF 96 de 2008          | 18. Juni 2008                                            | Luiz Inácio Lula da Silva |                  |
| 26. Juni 2013 | Regina Maria Cordeiro Dunlop  | (* 9. Juli 1950 in Rio de Janeiro) Tochter von Felismina Maria Cordeiro und José Joaquim Cordeiro                                                                                             | MSF 6 de 2013           | 8. Mai 2013                                              | Dilma Rousseff            |                  |